# Yugawara
Yugawara (湯河原町?) è una cittadina giapponese della prefettura di Kanagawa.